# Caitlin Leverenz
Caitlin Leverenz (ur. 26 lutego 1991 w Tucson) – amerykańska pływaczka, brązowa medalistka igrzysk olimpijskich. Specjalizuje się głównie w stylu zmiennym i klasycznym.
Największym sportowym osiągnięciem zawodniczki jest brązowy medal igrzysk olimpijskich w Londynie na dystansie 200 m stylem zmiennym. Na tych samych zawodach startowała również na 400 m stylem zmiennym (6. miejsce). 
Mistrzyni Igrzysk panamerykańskich z Rio de Janeiro na 200 m stylem klasycznym. 2-krotna brązowa medalistka Mistrzostw Pacyfiku na 200 i 400 m stylem zmiennym.